# Jan Schäfer
Jan Schäfer (Dresde, 18 de octubre de 1974) es un deportista alemán que compitió en piragüismo en la modalidad de aguas tranquilas.
Participó en los Juegos Olímpicos de Sídney 2000, obteniendo una medalla de plata en la prueba de K4 1000 m. Ganó una medalla de bronce en el Campeonato Mundial de Piragüismo de 1999 y dos medallas de oro en el Campeonato Europeo de Piragüismo de 2000.

## Palmarés internacional
| Juegos Olímpicos   | Juegos Olímpicos   | Juegos Olímpicos  | Juegos Olímpicos |
| Año                | Lugar              | Medalla           | Competición      |
| ------------------ | ------------------ | ----------------- | ---------------- |
| 2000               | Sídney (Australia) | Medalla de plata  | K4 1000 m        |
| Campeonato Mundial |                    |                   |                  |
| Año                | Lugar              | Medalla           | Competición      |
| 1999               | Milán (Italia)     | Medalla de bronce | K2 1000 m        |
| Campeonato Europeo |                    |                   |                  |
| Año                | Lugar              | Medalla           | Competición      |
| 2000               | Poznań (Polonia)   | Medalla de oro    | K4 500 m         |
| 2000               | Poznań (Polonia)   | Medalla de oro    | K4 1000 m        |